# Sertãozinho Futebol Clube
Le Sertãozinho Futebol Clube est un club brésilien de football basé à Sertãozinho dans l'État de São Paulo.

## Palmarès
- Campeonato Paulista Série A3 :
  - Vainqueur : 1971, 2004